# Vol 981 de Turkish Airlines
El vol 981 de Turkish Airlines fou un vol internacional programat entre l'Aeroport Internacional d'Estambul Yesilköy d'Istanbul y l'Aeroport Internacional Londres-Heathrow amb una escala a l'Aeroport de Paris-Orly. El 3 de març del 1974 el McDonnell Douglas DC-10 que operava el vol es va estavellar al bosc d'Ermenonville a els afores de París, matant a les 346 persones a bord. Al seu moment, va ser el pitjor accident aeri de la història, sent a l'actualitat el quart amb més morts. És també el pitjor accident d'un DC-10, el pitjor sense supervivents, l'accident amb més morts a la terra francesa i el segon d'Europa. L'accident es coneix també com el desastre aeri d'Ermenonville, pel bosc on es va estavellar l'avió.

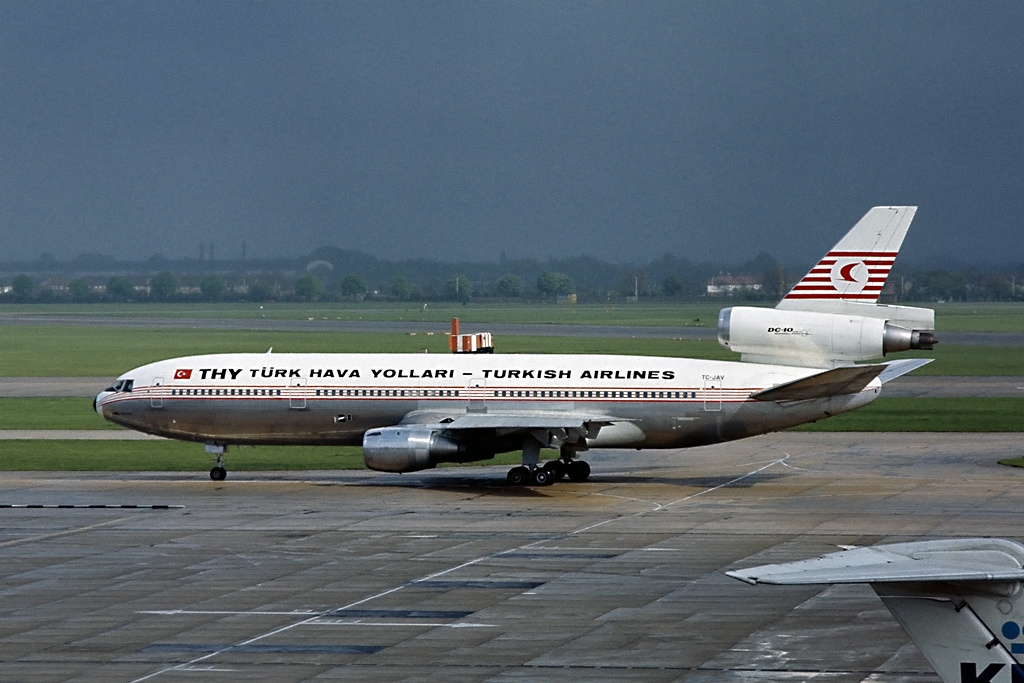
L'avió abans del desastre

L'accident va ser causat per una porta de càrrega mal assegurada a la part posterior de l'avió que es va obrir a mig vol i va provocar una descompressió explosiva que va danyar els cables necessaris per controlar l'avió. A causa d'un defecte de disseny conegut que no es va corregir durant la producció del DC-10, les nanses de càrrega no es tancaven de forma fiable, i es van utilitzar procediments manuals per assegurar-se que estaven correctament bloquejats. Abans hi havia hagut problemes amb els japonesos, sobretot un incident idèntic que havia ocorregut amb el vol 96 d'American Airlines el 1972, l'anomenat ''incident Windsor''. Les investigacions han demostrat que les nanses dels pestells es podrien forçar de manera incorrecta sense que els passadors bloquegin la porta. Es va assenyalar que les agulles de la solapa que van fallar al vol 981 es van arxivar per facilitar el tancament de la porta, fent que la solapa fos menys resistent a la pressió. A més, no s'havia instal·lat una placa de suport per a la fixació del mànec, tot i que els documents del fabricant indicaven que s'havien acabat les obres. A més, no s'havia instal·lat una placa de suport per a la fixació del mànec, tot i que els documents del fabricant indicaven que s'havien acabat les obres. Finalment, el tancament havia estat realitzat per un manipulador d'equipatges que no parlava ni turc ni anglès, els únics idiomes utilitzats en un avso sobre defectes de la porta de càrrega i mètodes per compensar-los. Després del desastre, es van redissenyar els pestells i es va millorar significativament el sistema de bloqueig.
L'avió, un DC-10-10 (denominació de producció Ship 29), va ser fabricat a Long Beach, Califòrnia sota el registre de prova del fabricant N1337U, i llogat a Turkish Airlines com a TC-JAV el 10 de desembre de 1972. El dispositiu, juntament amb altres quatre DC-10-10, eren propietat de Mitsui i originalment anaven a ser comercialitzats per All Nippon Airways, però la companyia aèria japonesa va optar per comprar el Lockheed L-1011 TriStar. Tres d'aquests avions de Mitsui van anar a Turkish Airlines, mentre que els altres dos van anar a Laker Airways.
L'avió accidentat tenia 12 seients de primera classe i 333 seients de classe econòmica, amb un total de 345 seients. En el moment de l'accident només hi havia dues persones en primera classe, mentre que la classe econòmica estava plena. Tota la tripulació de vol era turca. La tripulació de cabina incloïa quatre treballadors del Regne Unit, tres de França i un de Turquia. El capità del vol era Nejat Berköz, de 44 anys, amb 7.000 hores de vol. El primer oficial va ser Oral Ulusman, de 38 anys i amb 5.600 hores. L'enginyer de vol era Erhan Özer, de 37 anys i amb 2.120 hores.
El vol 981 va enlairar d'Istanbul a les 7:57 hora local i va aterrar a l'Aeroport de París-Orly a les 11:02 hora local, després d'un vol de poc més de quatre hores. L'avió transportava 167 passatgers i 11 tripulants en aquesta primera etapa, i 50 d'aquests passatgers van desembarcar a París. La segona etapa del vol, des de París fins a l'Aeroport de londres-heathrow, solia ser insuficient; no obstant això, a causa d'una vaga dels empleats de British European Airways, molts viatgers a Londres, que es van quedar aterrats a Orly a causa de la vaga, van reservar un seient al vol 981, retardant la seva sortida 30 minuts.
L'avió va sortir d'Orly a les 12:32 de la nit en ruta cap a Heathrow, girant cap a l'est abans de girar cap al nord. Poc després de l'enlairament, el vol 981 va ser autoritzat per pujar al nivell 230 i va començar a girar cap a l'oest cap a Londres. Just després que l'avió va sobrevolar la ciutat de Meaux, la porta de càrrega posterior esquerra va esclatar i la diferència sobtada de pressió de l'aire entre la zona de càrrega i la cabina de passatgers a pressió sobre ella, d'uns 14 quilopascals, va provocar una secció del terra de la cabina a sobre. la porta oberta es va separar i va ser expulsada juntament amb els sis passatgers que hi havia en aquest tram. Els cossos de sis passatgers japonesos es van trobar amb la porta de càrrega en un camp prop de Saint-Pathus, a uns 15 quilòmetres al sud d'on va anar a parar la resta de l'avió. Un controlador va assenyalar que quan el vol es va netejar a FL230, va veure breument un segon eco de radar que es va mantenir estacionari darrere de l'avió; probablement aquestes eren les restes de la porta de càrrega posterior.
Quan la porta va esclatar, els cables de control principals, així com dos jocs de recanvi, que passaven per la secció del sòl volat, es van tallar completament, acabant amb la capacitat dels pilots de controlar els ascensors, el timó i el motor número 2 va mostrar que l'accelerador del motor 2 es va tancar bruscament quan la porta fallava. La pèrdua de control d'aquests components clau va fer que els pilots perdessin completament el control de l'avió.
La nau va inclinar immediatament el morro uns 20° i va començar a guanyar velocitat mentre el capità Berköz i el primer oficial Ulusman lluitaven per recuperar el control. En algun moment, un dels membres de la tripulació va prémer el botó del seu micròfon enviant el pandemoni a la cabina a la freqüència de sortida. Els controladors també van recollir un senyal distorsionat de l'avió i es van escoltar avisos de pressurització i excés de velocitat sobre les paraules dels pilots en turc, inclòs el copilot que deia: "el fuselatge va explotar!" A mesura que augmentava la velocitat, l'elevació addicional va aixecar el morro. Berköz es va gravar cridant, "velocitat!" i va empènyer els acceleradors cap endavant per anivellar l'avió. 77 segons després d'alliberar la porta, l'avió es va estavellar contra el bosc d'Ermenonville, un bosc propietat de l'estat a la comuna de Fontaine-Chaalis. En el punt d'impacte, l'avió volava a una velocitat d'uns 800 km/h girant lleugerament cap a l'esquerra, prou ràpid com per desintegrar l'avió en milers de peces. Les restes estaven tan fragmentades que era molt difícil determinar si s'havia perdut alguna part de l'avió abans de l'accident. Els incendis posteriors van ser petits perquè no hi havia peces prou grans per cremar. Dels 346 passatgers i tripulants només 40 eren identificables visualment. Mai s'han identificat nou passatgers.